# Arial Unicode MS
是一种无衬线的TrueType类型电脑字体。

## 概要
Arial Unicode MS是电脑字体Arial的拓展版本之一。比起Arial，它的行高更大，省略了字符间距，添加了足够的字形来覆盖Unicode 2.1版本，因此它支持大多数微软代码页，但也导致其庞大的容量（22 MB）。它包括表意符号排版表，但和Arial不同的是，它在14–18点时不需要抗锯齿平滑处理，而且它只有正体字符而没有斜体版本。Arial Unicode MS通常随Microsoft Office发布，但它也随Mac OS X v10.5捆绑发布。且微软许可Ascender公司以“Arial Unicode”的名称进行单独出售。
由于使用同样的引擎进行描摹而没有根据不同尺寸进行调整，Arial和Arial Unicode MS中的字符看起来有些许宽和圆。Arial Unicode MS横排文本看起来具有更宽的行间距，因为它拥有较大的字框（为显示一些拓展字符Arial Unicode MS需要更大的空间）和描摹限制，而字符形状保持不变。Arial Unicode MS本身缺乏间距对定义的性质也影响了一些描摹过程中的字符间距离。

## 历史和传播
Arial是由罗宾·尼古拉斯（Robin Nicholas）和帕特里希亚·萨云德在1982年设计，并在1990年作为TrueType字体发布的。1993年到1999年间，由Monotype公司的技术人员拓展为Arial Unicode MS并在1998年作为TrueType字体单独发布并卖给微软。
Monotype Imaging目前仍拥有Arial和Arial Unicode MS商标，但微软持有字体的专有许可权。目前微软将字体许可转给Ascender Corporation销售。而且事实表明它还授权给了苹果公司，因为苹果在2007年10月16日宣布其新版操作系统Mac OS X v10.5（Leopard）将捆绑Arial Unicode字体。有意思的是，Leopard也预定搭载其他其他几个原先微软独占的字体，包括Microsoft Sans Serif，Tahoma和Wingdings。
Microsoft Publisher 2000 SR-1的许可用户在2001年中到2002年可以单独下载Arial Unicode MS。微软在Microsoft Publisher 2002自动捆绑之后就不能免费下载了。

### 版本
0.84版本通过Microsoft Office 2000及其除Publisher 2000 SR-1以外的单品软件发布，包含51180个字形（38911个字符），支持32代码页，并包括拉丁字符和汉字OpenType排版表信息。支持的代码页有1250（拉丁2:东欧）, 1251（西里尔字母）, 1252（拉丁1）, 1253（希腊字母）, 1254（土耳其语）, 1255（希伯来文）, 1256（阿拉伯文）, 1257（Windows Baltic）, Code page 1258（Vietnamese）, 437（US）, 708（Arabic; ASMO 708）, 737（希腊文）, 775（MS-DOS波罗的语）, 850（WE／拉丁1）, 852（拉丁2）, 855（IBM西里尔语；基础俄语）, 857（MS-DOS IBM Turkish）, 860（MS-DOS 葡萄牙文）, 861（MS-DOS I冰岛语）, 862（希伯来文）, 863（MS-DOS 加拿大法语）, 864（阿拉伯文）, 865（MS-DOS Nordic）, 866（MS-DOS 俄语）, 869（IBM希腊文）, 874（泰语）, 932（JIS/日语）, 936（简体中文）, 949（韩文Wansung）, 950（繁体中文）, "Macintosh Character Set" (US Roman), and "Windows OEM字符集"。它覆盖了包括无控制字符的Unicode2.0所有码位。
0.86版覆盖范围和0.84版本一样。
1.00和1.01版通过Microsoft Office 2002 (Microsoft Office XP), Microsoft Office 2003及其单品软件发布。它包含50,377个字形（38,917个字符），将合併发音符减少到72个，将复杂技术字符增加到123个，将私有使用区域字符增加到43个，将空格控制符减少到57个。添加了1361（韩文Johab），并添加了天城文，古吉拉特文，假名（平假名和片假名，Gurmukhi字母卡纳达语和泰米尔语的排版表信息。其中日韩统一表意符号开始支持竖排。它覆盖了包括无控制字符的Unicode2.1所有码位。

## 错误

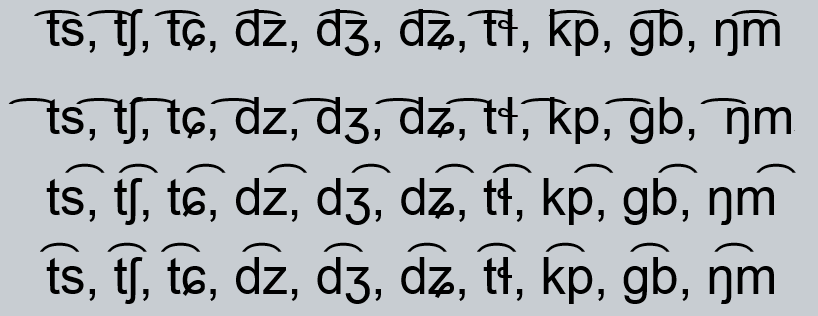
Arial Unicode MS的一个典型bug（同新版Arial比较）

Arial Unicode MS各种版本在处理全角连字字符时会出错，症状是连字弧线向左偏移一个字符的宽度。根据Unicode Standard 4.0.0, section 7.7（页面存档备份，存于）合并两个选中的字符进行连字。尽管如此，要使Arial Unicode MS看起来正常，可以将全角连字符放在选中字符的后面。这意味着在Arial Unicode MS必须使用和其他（设计正确的）Unicode字体不同的描摹来正常显示这些字符。
这个错误影响到国际音标和ALA-LC Romanization非拉丁文字转写的文本。
拉丁字连字fi, fl, ffi, ffl, long st, st中头尾，和末尾两个小写字母无法连接。
阿拉伯文中五星符（U+066D）错误的写成6点而不是5点。